# Женис (футбольный клуб)
«Женис» (каз. Жеңіс Футбол Клубы) — казахстанский футбольный клуб из города Астана, трёхкратный чемпион и обладатель Кубка Казахстана. Статус команды мастеров был получен в феврале 1964 года. Этот год считается основанием «Динамо» (Целиноград), хотя до этого команда участвовала в чемпионатах Казахской ССР.

## Названия
- 1964—1975: «Динамо»
- 1975—1994: «Целинник»
- 1994—1996: «Цесна»
- 1996—1997: «Целинник»
- 1997—1999: «Астана»
- 1999—2006: «Женис»
- 2006—2009: «Астана»
- 2009—2010: «Намыс»
- 2010—2011: «Астана»
- 2011—2014: «Астана-1964»
- 2021—н. в.: «Женис»

## История

### До 1964 года
С 1925 года открываются первые спортивные сообщества «Динамо» в Казахской ССР в таких городах как Акмолинск, Петропавловск, Чимкент, Семипалатинск.
На базе этого спортивного сообщества образовывается футбольный клуб «Динамо» Акмолинск, который 7 июля 1940 года на открытие стадиона в Караганде играет товарищеский матч против местного «Динамо». Матч завершился ничьей со счётом 2:2.
До 1964 года «Динамо» из города Акмолинска играло в чемпионатах Казахской ССР, которые не имели профессионального статуса, так в 1955 году команда добивается успеха, сначала пройдя отборочный этап в Кустанае без поражений, затем в финальном этапе в Алма-Ате «Динамо» занимает второе место.
В 1957 году футбольный клуб «Динамо» (Акмолинск) также участвовал в финале первенства Казахстана с участием шести лучших команд Казахстана, но не смог войти в призёры первенства.

### «Динамо» в 1964—1974
В феврале 1964 года спорткомитет СССР, по ходатайству целиноградского облспорткомитета, принял решение включить в розыгрыш первенства страны по футболу среди команд класса «Б» футбольную команду из города Целинограда. Новый футбольный клуб был под патронажем МВД Казахской ССР. По признанию Анатолия Тюрина, футболиста первого состава «Динамо», его в принудительном порядки доставили в этот клуб:

Пришла пора идти в армию. Меня приглашали в московский ЦСКА, однако в том году в чемпионат СССР была включена команда «Динамо» (Целиноград). В связи с этим появился приказ министра внутренних дел КазССР — найти и доставить меня и Виктора Абгольца в Целиноград. Абгольц уехал в алма-атинский «Кайрат», смог там остаться. Я тоже не хотел в «Динамо», прятался, но, в конце концов, меня нашли и под дулами автоматов конвоировали в Целиноград.

В дебютном сезоне «Динамо» было включено в 5-ю зону РСФСР. В этой зоне команда заняла 10-е место.
В 1965 года команде удалось улучшить свои результаты по сравнению с дебютным. «Динамо» заняла 8-е место в таблице, впервые финишировав с положительным балансом побед и забитых мячей. За эти заслуги руководство области наградило весь штаб команды медалями «За освоение целинных и залежных земель».
В 1966 году «Динамо» впервые реально претендует на чемпионство, за восемь туров до окончания команда занимало первое место, но далее последовало неудачное домашняя серия игр. В итоге команда заняло 3-е место в зоне «Средняя Азия и Казахстан» класса «Б».
На следующий год у клуба впервые сменился тренер, вместо Александра Петрова команду возглавил именитый московский динамовец Александр Назаров. Команда при новым тренере смогла дойти до полуфинала Кубка СССР в зоне республик Средней Азии и Казахстана, однако в последующем эти результаты будут аннулированы. В итоговой таблице команда заняло пятое место.
1968 год приносит приносит значительные изменения в формате проведения соревнования для «Динамо», а именно образуются отдельная казахстанская зона во Второй лиге и учреждён Кубок Казахской ССР. 18 августа 1968 года в Алма-Ате «Динамо» в финале Кубка Казахской ССР обыграло алма-атинский АДК со счётом 2:1, став таким образом первым её обладателем.
После прошлогоднего успеха команда ставит целью войти в тройку лучших и вновь завоевать Кубок Казахской ССР. Но самого начало «Динамо» преследуют неудачи, что приводит отставки тренерского штаба. Новый тренер Алексей Соколов выравнивает положение команды, заняв в итоге 9-е место.
В 1970 году «Динамо» являлось также середняком своего первенства. Но только улучшив свой прошлогодний результат на одно место выше. После основного соревнования участвовала в Кубке 50-летия Казахстана, где в предварительном этапе заняла последние место.
В 1971 году, связи с реорганизации классы «Б», «Динамо» попало в 6 зону РСФСР Второй лиги. Соперничать командами Сибири и Дальнего Востока для «Динамо» иной раз было нелегко, поэтому первый год в этой зоне был неудачным, «Динамо» заняло 11-е место из 20 команд.
После неудачного прошлогоднего сезона, в 1972 году было решено довольно значительно изменить состав команды, что непосредственно дало успехи, после первого круга «Динамо» занимало седьмое место, а в завершение соревнование заняло высокое 4-е место.
С одной стороны 1973 год был одним из лучших в истории команды, но с другой стороны «Динамо» имело реальные шансы выиграть сразу два титула, но в финале Кубка Казахской ССР в Павлодаре «Динамо» проиграло усть-каменогорскому «Востоку», а занять первое место в своей лиге «Динамо» помешало проигранные две заключительные встречи, соответственно команда заняла лишь 3-е место. Итоговые результаты привели к отставки главного тренера Николая Есина.
Сезон 1974 года для «Динамо» оказался одним из самых провальных в истории. Из 16 участвующих команд первой зоне Второй лиги «Динамо» заняло лишь 11-е место. Так же этот год запомнился товарищеским матчем против ветеранов сборной СССР, этот матч закончился победой «Динамо» со счётом 3:1, дубль за команду сделал местный восемнадцатилетний воспитанник клуба Салим Ташенев. Для команды это был последний год выступления под названием «Динамо».

### «Целинник» в 1975—1989
В 1975 году клуб перешёл под управление производственного объединения «Целинэнерго» и был переименован в «Целинник». В команду пришли новые игроки, которые должны были усилить команду. В межсезонье «Целинник» выиграл турнир на призы Совмина КазССР, обыграв в финале «Кайрат» со счётом 2:1.
«Целинник» перевели из 1 зоны в 5 зону, где играли, помимо казахстанских команд, команды Дальнего Востока и Сибири. В начале сезона «Целинник» играл довольно нестабильно, но затем положение выровнялось и команда в итоге заняла 5-е место.
В 1976 году клуб переходит во 2-ю зону. В этой зоне играют команды Казахстана и Средней Азии. Имея в этом регионе опыт неплохих выступлении команда с самого начала являлась одним из фаворитов турнира. В итоговой таблице команда занимает 3-е место.
1977 год запомнился прежде всего очередным переходом в другую зону, на этот раз в 6-ю, сменой поколений футболистов в команде и произошедшей групповой дракой в домашнем матче с «Автомобилистом» из Красноярска. После этого инцидента Спорткомитет СССР вынес решения о дисквалификации на 2 игры с домашнего стадиона «Энергия» также до конца года игроков «Целинника» Яшара Алиева и Владимира Корсунова. «Целинник» эти две игры проводил в городе Алма-Ате. После всего турнира команда заняла 10-е место.
На первый матч 1978 года собралось 7000 зрителей. Соперником был запомнившийся в прошлым году команда «Автомобилист». Этот матч завершился вничью 1:1.В начале сезона клуб играет не стабильно, но в последующем команда набирает силу. Так 3 сентября играя у себя дома при 10 тысяч зрителях команда обыгрывает лидера чемпионата павлодарский «Трактор» со счётом 2:0. В четвёртый раз в своей истории команда занимает 3-е место в турнире.
В 1979 году «Целинник» в конце чемпионата имеет снова шансы войти в призёры, но последние игры проводит неудачно в итоге занимает 9-е место. В этом же году команда впервые играет международный товарищеский матч против сборной профсоюзов Марокко. На этот матч собралось 11 500 зретелей. Игра закончилось со счётом 5:0 в пользу хозяев.
В 1980 году формируется отдельная казахстанская лига. В этом году «Целинник» делит 3-е место с «Актюбинцем», но по дополнительным показателям уступает. Примечательным этот год для «Целинника» является его нападающий Георгий Мартьян. В том году он стал лучшим бомбардиром Второй лиги СССР своими 34 забитыми голами.
После досадного прошлогоднего сезона, в 1981 году клубу удаётся войти тройку лучших во второй лиги. Также в этом году команда «Целинник» сыграло товарищеский матч со сборной Лаоса. Этот матч закончился со счётом 3:0 в пользу Целинника.
Начало соревнование 1982 года «Целинник» сыграл крайний неудачно. После первых девяти туров команда занимала 16-е место. В последующим команда выравнивает положение. В итоговой таблице занимает 5-е место.
В 1983 году возобновляется Кубок Казахской ССР. Этими соревнованиями начинает сезон Целинник против кзыл-ординского «Мелиоратора». Целинник по сумме двух матчей выбывает на первой стадии турнира. В чемпионате клуб повторил результат прошлого года заняв 5-е место.
В 1984 году Целинник борется за первой место в своей зоне. Основным соперником за золото на протяжении всего турнира является карагандинский Шахтёр. Основным матчем в этом году являлась игра второго круга между «Шахтёром» и «Целинником». В Караганду на этот матч приехало более 2000 целиноградцев. Матч закончился поражением «Шахтёра» 1:2. После этой игры судьба первой строчки была фактически решена, «Шахтёр» сохранял лишь теоретические шансы на то, чтобы догнать «Целинник».
В финальном турнире за выход в первую лигу Целинник сыграл неудачно. Сначала команда проиграла у себя дома куйбышевским «Крыльям Советам». Затем в гостях проиграл «Ниве» из Винницы. В третьей игре определился обладатель путёвки Первой лиги — Крылья Советов.
После чемпионства состав команды 1985 года не сильно изменился. В сезоне «Целинник» также пытается бороться за первые места, показывая довольно уверенную игру, но и на соревнование, и в финале Кубка Казахской ССР уступает чимкентскому «Мелиоратару», в итоге занимая 2-е место.
В 1986 году команда весь сезон претендует на чемпионство. Самым запоминающимся для команды в этом году был финал Кубка Казахской ССР. Как и прошлым году в финал вышли «Целинник» и «Мелиоратар». Но в этот раз удача сопутствовала «Целиннику». Сыграв в основное время в ничью 1:1, клуб выиграл по пенальти со счётом 5:3. В итоговой таблице набрав одинаковое количество очков с джамбульским «Химиком», «Целинник» оказался на третьей месте по причине, что одержал меньше количество побед, чем «Химик».
В 1987 году у «Целинника» сильно меняется состав игроков клуба, поэтому во время сезона играл довольно не стабильно. В итоге команда заняла только 5-е место. В 1988 году команда показывает слабые результаты. Этот сезон у «Целинник» оказался самым неудачным за все своё время существования, команда заняло 12-е место.
В 1989 году команде ставят цель как минимум занять 7-е место, по причине того, что в следующем году планируют создать буферные зоны, куда с каждой лиги войдут по семь команд. Но Целинник в итоге перевыполнил план, заняв 3-е место и отстав от победителя павлодарского «Иртыша» всего на одно очко.

### 1990—1996
В 1990 году «Целинэнерго» отказался содержать футбольный клуб и стадион. Решено было создать малое государственное футбольное предприятие «Целинник» с частичным финансированием города и спонсоров. В этом же году были образованы буферные зоны во второй лиге, и «Целинник» начинает играть в зоне «Восток». В 1/16 финала Кубка СССР команда играла с донецким «Шахтёром». В первенстве клуб занял 16-е место.
В 1991 году у команды произошли серьёзные изменения, и «Целинник» занял 8-е место. Среди казахстанских клубов уступил только «Востоку».
В 1992 году Целинник начал играть в чемпионате Казахстана, где оказался на первом этапе в группе А. У себя дома в матче против команды «Уралец» игрок «Целинника» Сергей Грицаев первый в Казахстане в одном матче забил 5 мячей, общий счёт того матча оказался 6:0. В своей подгруппе «Целинник» занял 3-е место, но в финальном этапе сыграл неудачно, заняв 9-е место в первом чемпионате страны.
В 1993 году команда показала посредственный результат. В самом начале «Целинник» проиграл в Кубке Казахстана будущему обладателю алматинскому «Достыку». В чемпионате боролся за попадание в шестёрку лучших группы Б. С трудом заняв шестое место, играл с лучшими командами подгруппы А. В этих матчах одержал всего две победы и занял в итоге 12-е место.
В 1994 году произошла смена учредителей клуба, поэтому «Целинник» был переименован в «Цесну». В самом начале сезона команда отказалась от участие в кубке страны. По ходу всего чемпионата «Цесна» находилась в аутсайдерах. В конце сезона, играя в гостях с командой «Яссы», при счёте 3:2, «Цесна» покинула поле в знак протеста против судейства. За этот поступок команде было засчитано техническое поражение. Перед последним туром «Цесна» занимала последние место, отставая на одно очко от клубов «Яссы» и «Уралец-Арма». В последним туре «Цесна» обыграла «Уралец-Арма», а «Яссы» проиграла «Батыру». Таким образом «Цесна» осталась в высшей лиге.
Следующий сезон команда начала неудачно, по этой причине произошла отставка главного тренера Сергея Андрейко, на смену ему пришёл Владимир Линчевский, который выправил положение. В итоговой таблице «Цесна» заняла 10-е место. В 1996 году команды снова перешла на попечение городского департамента спорта, поэтому клуб снова вернул название «Целинник». Команда, как и в прошлые годы, показывала посредственные результаты и в итоге заняла 13-е место из 18 команд.

### 1997—2008
С 1997 года началось восстановление престижа команды. Впервые клубу удаётся пройти в полуфинал Кубка Казахстана. Сезон команда начинает ровно, со второго круга «Целинник» меняет название на «Астана». По итогом чемпионата повторил свой лучший результат 1992 года, заняв 9-е место в Высшей лиге. Лучшим игроком клуба по опросу журналистов стал вратарь Александр Панов, совсем немного от него отстал полузащитник Константин Котов.
Стадион имени Мунайтпасова в 1998 году был на реконструкции, поэтому астанчане свои домашние матчи проводили на стадионе «Локомотив». В чемпионате «Астана» показывала довольно неплохие результаты, но в то же время с лидерами играла неудачно. Впервые команда имела городское дерби против новой команды чемпионата «Наша Кампания». По завершении сезона «Астана» заняла шестое место в чемпионате.
В 1999 году команда снова меняет название, в этот раз на «Женис», что в переводе с казахского означает победа. В этом сезоне команда борется за призовые места, но «Женис» не во всех играх оправдывает своё название. Со второго круга команда снова начинает играть на стадионе им. Мунайтпасова, где появилась новая трибуна и установлено электронное табло. Этот год также запомнился отравлением футболистов «Жениса» в гостях у аутсайдера Жетысу, сначала во время первого тайма три игрока Жениса попросили замены, затем после перерыва игроки команды Женис отказались выходить на поле, вечером того же дня игроков отвезли в больницу. В связи с этим случаем было решено назначить переигровку матча, которую «Женис» уверенно выиграл со счётом 4:1.
2000 год в Чемпионате Казахстана запомнился, как противостояния столичного «Жениса» и петропавловского «Аксесс-Голден Грейна». Ещё до начала сезона эксперты предсказывали, что именно эти два клуба будут бороться за чемпионство. В итоге чемпионата оказалось, что оба клуба поделили первое место, поэтому по регламенту было решено разыграть золотой матч на нейтральном поле. 29 октября 2000 года на Центральном стадионе города Алматы Женис обыгрывает «Аксесс-Голден Грейн» со счётом 2:0, впервые став чемпионом Казахстана по футболу в своей истории.
2001 год для «Жениса» начался с участия в Кубке Содружества. Дебют в этом турнире для команды оказался неудачным, в своей подгруппе «Женис» занял последние место. Затем команда участвует в чемпионате, где выигрывает первые 5 матчей подряд. Параллельно команда играет сразу в двух Кубках страны. В финале Кубка 00/01 астанчане у себя дома принимает «Иртыш», основной счёт матч 1:1, по пенальти «Женис» выигрывает со счётом 5:4, и впервые становится обладателем Кубка. Во втором финале этого года «Женис» уже в гостях проигрывает «Кайрату» со счётом 3:1. В конце сезона команда становится двукратным чемпионом.
Сезон 2002 года, как и в прошлом году, начинается с Кубка Содружества. Проиграв все три матча в группе, команда возвращается домой. В этом году «Женис» становиться Открытым акционерским обществом. Чемпионат также преобразовывается, и становиться Суперлигой, где играют всего 12 команд в два этапа. «Женис» первая казахстанская команда, которая дебютирует в Лиги чемпионов. Первом квалификационном раунде команда встречается с тираспольским Шерифом. В гостях ведя в счёте «Женис» проигрывает 2:1, а дома выигрывая 3:0, пропускают за две минуты два гола и выбывает из Лиги чемпионов. В чемпионате астанчане уверенно играют дома, но в гостях показывают не самые лучшие результаты. На первом этапе астанчане занимают третье место, при этом отставая от второго место на восемь очков. Весь второй этап костанайский «Тобол» преследует команду из Астаны. В последнем туре происходит очная встреча между ними. «Женис» проигрывает у себя дома и отдаёт призовое место костанайцам. В борьбе за Кубок Казахстана астанчанам в третий раз подряд удаётся пройти в финал. И во второй раз встречаются с Иртышом, единственный гол в матче забивает нападающий «Жениса» Арсен Тлехугов.
В 2003 году «Женис» уверенно начинает чемпионат, и после первого круга занимает первое место. В то же время начинаются проблемы с финансированием клуба. В первом квалификационном раунде Кубка УЕФА «Женис» проигрывает пражской Виктории Жижков с общим счётом 6:1. В 1/8 финала Кубка страны астанчане получают техническое поражение, за участие в этом матче футболиста Антона Чичулина, уже заигранного в розыгрыше Кубка за команду «Жастар». Во втором круге команда играла менее удачно, чем в первом, в итоге «Женис» занял третье место в чемпионате.
В сезоне 2004 года команду «Женис» возглавил немецкий специалист Клаус Штерк, вместе с ним за астанчан был заявлен чемпион Германии Родригес Ратиньо. Но после неудачных игр, в июле оба ушли из команды. УЕФА не допустила «Женис» к соревнованиям Кубка Интертото, по причине не соответствия стадиона стандартам. В итоговой таблице команда заняла десятое место. В Кубке Казахстана дошла до полуфинала, где проиграла Кайрату-КТЖ.
В 2005 году «Женис» ставит максимальную цель, выиграть чемпионат и кубок страны. Но уже после шести туров астанчане имели всего одну победу. В конце сезона Женис занял восьмое место. В финале розыгрыша Кубка Казахстана в Шымкенте, «Женис» в дополнительное время обыгрывает Кайрат-КТЖ со счётом 2:1
.
В начале 2006 года команда обратно переименовывается в «Астана». Новым главным тренером становится Арно Пайперс, в то время он уже был главным тренером сборной страны. Все эти изменения были связаны, что команда непосредственно стало находиться под патронажем Рахата Алиева, ещё одним из косвенных доказательств было переименование фарм-клуба в «Рахат». Во время чемпионата «Астана» вела борьбу за лидерство вместе с командами «Актобе» и «Тобол». Но за два тура до окончания сезона «Астана» обеспечивает себе первое место. В финале Кубка Казахстана астанчане проигрывают «Алма-Ате» в дополнительное время со счётом 3:1.
В сезоне 2007 «Астана» отказывается от участия в Кубке Содружества. В чемпионате команда показывает среднюю игру, параллельно вылетая из розыгрыша Кубка страны уже в 1/8 финала. Зато в Лиге чемпионов удаётся одержать победу над грузинской Олимпией. Но уже во втором раунде «Астана» проигрывает норвежскому Русенборгу с общем счётом 10:2. В итоговой таблице чемпионата «Астана» занимает восьмое место. Не самые высокие места также были непосредственно связаны с долгами клуба перед футболистами и уголовными делами Рахата Алиева.
В 2008 году за команду начинают играть такие игроки, как Владимир Бесчастных и Олег Веретенников, но уже по ходу чемпионата начались финансовые проблемы. Перед игроками и работниками появились задолженность в шесть месяцев. Примечательным является то, что основные долги, которые составили 242 миллиона тенге, покупка игроков у своего же фарм-клуба «Рахат». С «Астаны» сняли три очка за невыполнение предписаний КДК. Команда заняла одиннадцатое место в итоговой таблице чемпионата, но из-за финансовых проблем «Астана» не имел право играть в последующих чемпионатах Казахстана.

### 2009—2014
В 2009 году образовался новый клуб «Намыс». Команда начала участвовать в Первой лиге. Финансировалась за счёт группы местных предпринимателей. «Намыс» изначально задумывался, как правопреемник «Астана», поэтому команда сохранила клубные жёлто-синие цвета. Весь сезон команда была в лидерах и имела реальные шансы на выход в Премьер-лигу. Но чемпионат завершила на 3-м месте, отстав от «Акжайыка» на одно очко и потеряв этим шансы на путёвку в Премьер-лигу.
В 2010 году «Астана» погасил перед всеми игроками и работниками все долги. При этом клубу пришлось продать свою тренировочную базу, владельцем которой стало Федерация бокса Казахстана. «Астана» и «Намыс» объединились и клуб перешёл снова на финансирование за счёт акимата города Астаны. Но финансирование выделилось самое минимальное, поэтому этот год был одним из самых неудачных и тяжёлых в истории команды. На протяжения всего сезона клуб имел финансовые проблемы и создалась угроза досрочного снятия команды с розыгрыша Первой лиги. Уже в первом круге чемпионата команда не приехала в Алма-Ату на игру с «Иле-Саулетом», и получила техническое поражение 0:3. Решением КДК за неуплату заявочного взноса с клуба сняли 3 очка. Клуб доигрывал чемпионат с фактическим отсутствием скамейки запасных и тренера, в результате получил своё самое крупное поражение за всю историю от семейского «Спартака» — 1:8. В итоговой таблице занял 15-ю строчку.
В 2011 году у клуба начинают налаживаться дела с финансированием, но в первом круге «Астана» показывает довольно посредственные результаты, ко всему этому клубу снова пришлось пережить очередное переименование. В июне было сообщено, что руководители клуба «Локомотив» приняли решение о его переименовании в «Астана». По этой причине ФФК переименовала клуб Первой лиги в «Астана-1964» так, как клуб носил юридическое название ТОО «Астана-1964». В конце первого круга «Астана-1964» возглавил Ойрат Садуов, который смог улучшить результаты команды. В итоге команда заняло седьмое место.
В начале 2012 года клуб заключает меморандум с акиматом города Астаны и Агентством Спорта Казахстана о привлечении казахстанских выпускников из академии Оле Бразил. Но после недопонимания между руководством клуба и тренерским штабом было решено отказаться от выпускников Оле Бразил. Команда была впопыхах собрана непосредственно к сезону. «Астана-1964» показывала стабильно хорошие результаты, но в итоге команда снова, как и три года назад, заняла только третье место, которое не даёт права на выход в Премьер-Лигу.
В следующем сезоне болельщики ждали только выхода команды в высший дивизион страны. В начале первенства все шло весьма неплохо. Однако после крупного поражения от семейского Спартака произошла отставка всего тренерского штаба команды. Но под руководством нового тренера команда только ухудшила свои показатели, заняв седьмое место.
Начало сезона 2014 для команды «Астана-1964» складывалось весьма пессимистично. Главному тренеру Ледовских приходится третий раз покидать команду — официальная причина по состоянию здоровья. К восьмому туру команда занимала предпоследнее место в первенстве. На место нового главного тренера приходит Вахид Масудов, который во время трансферного окна производит серьёзные изменения в составе команды. Команда проводит 16-матчевую беспроигрышную серию игр. В последнем туре у себя дома «Астана-1964» встречается с прямым конкурентом за стыковой матч, шымкентским Кыраном. В этой игре команде была необходима только победа, но в третий раз за последние пять лет команда остаётся в шаге от повышения в классе.
В декабре вновь назначенный аким Астаны Джаксыбеков высказывает сомнения в целесообразности финансирования команды «Астана-1964».

## Достижения

### СССР
Зональный турнир класса «Б» СССР
- Бронзовый призёр: 1966

Зональный турнир 2-й лиги СССР
- Победитель: 1984
- Серебряный призёр: 1985
- Бронзовый призёр (6): 1973, 1976, 1978, 1981, 1986, 1989

Кубок Казахской ССР
- Обладатель (2): 1968, 1986
- Финалист (2): 1973, 1985

### Казахстан
Премьер-лига
- Чемпион (3): 2000, 2001, 2006
- Бронзовый призёр: 2003

Кубок Казахстана
- Обладатель (3): 2000/01, 2002, 2005
- Финалист (2): 2001, 2006

Кубок лиги Казахстана
- Финалист: 2024

Первая лига
- Бронзовый призёр (4): 2009, 2012, 2014, 2023

Вторая лига
- Бронзовый призёр: 2021

### Достижения игроков
- Футболист года:
  - 2001 — Арсен Тлехугов (по версии Федерации Футбола Казахстана и журнала «GOAL»).
  - 2002 — Евгений Ловчев (по версии Федерации Футбола Казахстана и журнала «GOAL»).
  - 2006 — Давид Лория (по версии журнала «GOAL»).
- Лучшие бомбардиры сезона:

2001 — Арсен Тлехугов (30).

## Статистика

### Выступление в чемпионатах и кубках СССР
С 1964 по 1991 участвовал в 28-ми чемпионатах СССР, а именно в классе «Б» с 1964 по 1970, и Второй лиге с 1971 по 1991 год.
В 1004 матчах: 487 победы, 220 ничьих, 297 поражения. Разница мячей: 1382:1000.
Лучшее место — 1-е (1984)
Худшее место — 16-е (1990)
Самая крупная победа:
- 1980 — 7:0 над «Трудом» (Шевченко)

Самые крупные поражения:
- 1971 — 0:6 от «Автомобилиста» (Красноярск)
- 1980 — 0:6 от «Востока» (Усть-Каменогорск)

С 1964 по 1991 участвовал в 9-и розыгрышах Кубка СССР.
В 20 матчах: 6 победы, 6 ничьих, 8 поражения. Разница мячей: 16:21. Высшее достижение — выход в 1/16 финала (1990). Все победы с разницей в 1 мяч.
Самое крупное поражение:
- 1964 — 0:2 от «Локомотив» (Оренбург)
- 1986 — 0:2 от «Металлург» (Запорожье)
- 1990 — 0:2 от «Шахтёр» (Донецк)

### Выступление в чемпионатах и кубках Казахстана
Участник 18-ти чемпионатов высшего дивизиона Казахстана.
В 535 матчах: 250 победы, 110 ничьих и 175 поражения.
Разница мячей: 797:581.
Самая крупная победа:
- 2000 — 8:0 над «Жетысу» (Талдыкорган)

Самое крупное поражение:
- 2010 — 1:7 от «Жигер» (Шымкент)

Участник 6-и первенств второго дивизиона Казахстана.
В 179 матчах: 82 победы, 41 ничьих и 56 поражения.
Разница мячей: 274:220.
Самая крупная победа:
- 2009 — 7:0 над «ОСШИОСД» (Тараз)

Самое крупное поражение:
- 2010 — 1:8 от «Спартака» (Семей)

Участник первых 23 розыгрышей Кубка Казахстана.
В 67 матчах: 28 победы, 16 ничьих и 23 поражения.
Разница мячей: 99:72.
Самая крупная победа:
- 1997 — 6:1 над «Шахтёр» (Караганда)

Самое крупное поражение:
- 1998 — 0:4 от «ЦСКА-Кайрат» (Алма-Ата)

### Выступление в международных турнирах
Участник Лиги чемпионов УЕФА (2002/03), (2007/08). Участник Кубка УЕФА (2003/04). Участник Кубка чемпионов Содружества (2001, 2002).
| Сезон   | Соревнование        | Раунд                         | Страна   | Клуб              | Результат |
| ------- | ------------------- | ----------------------------- | -------- | ----------------- | --------- |
| 2002/03 | Лига чемпионов УЕФА | Первый квалификационный раунд | Молдова  | «Шериф»           | 1:2, 3:2  |
| 2003/04 | Кубок УЕФА          | Первый квалификационный раунд | Чехия    | «Виктория Жижков» | 0:3, 1:3  |
| 2007/08 | Лига чемпионов УЕФА | Первый квалификационный раунд | Грузия   | «Олимпи»          | 0:0, 3:0  |
|         |                     | Второй квалификационный раунд | Норвегия | «Русенборг»       | 1:3, 1:7  |

 Примечания: домашние матчи выделены жирным шрифтом 

## Болельщики
На своих домашних играх команда могла собирать полные стадионы вместимостью до 12 тысяч особенно с лидерами и принципиальными соперниками.
Первый массовый выезд болельщиков города Целинограда был проделан в 1984 году в Караганду. Тогда в чемпионате за первое место шла борьба между «Целинником» и «Шахтёром» из Караганды. Большинство болельщиков добирались своим ходом, кто-то на своих машинах, кто-то на поездах и электричке. На двадцатитысячном стадионе «Шахтёр» было две тысячи болельщиков из Целинограда. В тот день «Целинник» выиграл со счётом 2:1, хотя по ходу матча проигрывал 0:1. По итогам сезона команда из Целинограда впервые стала чемпионом зонального турнира Второй лиги СССР. В период конца девяностых и начале двухтысячных образовался фан-клуб. При финансовой поддержке футбольного клуба проделывались выезда в ближайшие города Казахстана. В последующем прекратилось финансирование фан-клуба и он прекратил своё существование. На смену фан-клубу в 2007 году появляется независимое фанатское движение «Legion», одно из первых таких в Казахстане.

## Стадион
Стадион расположен по адресу: 010000, г. Астана, ул. Кенесары, дом 14. Построен в 1936 году, вместительность составляет 12 250, размер игрового поля 105 м х 68 м. Газон естественный, травяной. Количество трибун — 3 («Запад», «Восток», «Юг»).

## Текущий состав
| 1  | Флаг Беларуси   | Вр  | Сергей Игнатович      | 1992 |  |  |  |  |  |
| 24 | Флаг Казахстана | Вр  | Динмухаммед Жомарт    | 2000 |  |  |  |  |  |
|    |                 |     |                       |      |  |  |  |  |  |
| 4  | Флаг Казахстана | Защ | Саги Совет            | 2000 |  |  |  |  |  |
| 5  | Флаг Казахстана | Защ | Саян Муканов          | 1997 |  |  |  |  |  |
| 10 | Флаг Грузии     | Защ | Зураб Тевзадзе        | 1994 |  |  |  |  |  |
| 14 | Флаг Казахстана | Защ | Ардак Саулет          | 1997 |  |  |  |  |  |
| 15 | Флаг Польши     | Защ | Кристиан Новак        | 1994 |  |  |  |  |  |
| 17 | Флаг Казахстана | Защ | Альдаир Адилов        | 2002 |  |  |  |  |  |
| 23 | Флаг Казахстана | Защ | Асхат Балтабеков      | 1993 |  |  |  |  |  |
| 25 | Флаг Словении   | Защ | Матия Ром             | 1998 |  |  |  |  |  |
| 33 | Флаг Кипра      | Защ | Константинос Венизелу | 2004 |  |  |  |  |  |
|    |                 |     |                       |      |  |  |  |  |  |
|    | Флаг Казахстана | ПЗ  | Дархан Бердибек       | 2004 |  |  |  |  |  |

| 6  | Флаг Казахстана         | ПЗ  | Абай Жунусов        | 1995 |  |  |  |  |  |
| 7  | Флаг Казахстана         | ПЗ  | Исламбек Куат       | 1993 |  |  |  |  |  |
| 8  | Флаг Казахстана         | ПЗ  | Динмухамед Караман  | 2000 |  |  |  |  |  |
| 19 | Флаг Бразилии           | ПЗ  | Адилиу Сантус       | 1993 |  |  |  |  |  |
| 27 | Флаг Португалии         | ПЗ  | Гонсалу Тейшейра    | 1999 |  |  |  |  |  |
| 34 | Флаг Словении           | ПЗ  | Якоб Новак          | 1998 |  |  |  |  |  |
| 88 | Флаг Казахстана         | ПЗ  | Мади Хасейн         | 2000 |  |  |  |  |  |
|    |                         |     |                     |      |  |  |  |  |  |
| 9  | Флаг Казахстана         | Нап | Хамза Якуди         | 2003 |  |  |  |  |  |
| 11 | Флаг Казахстана         | Нап | Аслан Адил          | 1998 |  |  |  |  |  |
| 21 | Флаг Казахстана         | Нап | Батыхан Камарадинов | 2006 |  |  |  |  |  |
| 22 | Флаг Северной Македонии | Нап | Эрдон Даци          | 1998 |  |  |  |  |  |
| 77 | Флаг Казахстана         | Нап | Нурбол Ануарбеков   | 1998 |  |  |  |  |  |

## Последние трансферы
| Поз. | Игрок                  | Прежний клуб       |
| ---- | ---------------------- | ------------------ |
| Вр   | Динмухаммед Жомарт***  | Туран              |
| Вр   | Сергей Игнатович***    | Ордабасы           |
| Защ  | Асхат Балтабеков***    | Жетысу             |
| Защ  | Константинос Венизелу* | Этникос (Ахна)     |
| ПЗ   | Ардак Саулет***        | Кызыл-Жар          |
| ПЗ   | Гонсалу Тейшейра***    | Политехника (Яссы) |
| ПЗ   | Динмухамед Караман***  | Жетысу             |
| ПЗ   | Исламбек Куат***       | Астана             |
| ПЗ   | Мади Хасейн***         | Кызыл-Жар          |
| ПЗ   | Якоб Новак*            | Оцелул             |
| Нап  | Аслан Адил***          | Атырау             |
| Нап  | Нурбол Ануарбеков**    | Улытау             |
| Нап  | Рауль Аллахвердиев**   | Окжетпес           |
| Нап  | Хамза Якуди***         | Бабрунгас          |
| Нап  | Эрдон Даци***          | Дейнзе             |

| Поз. | Игрок                  | Новый клуб  |
| ---- | ---------------------- | ----------- |
| Вр   | Мирослав Лобанцев***   | Кызыл-Жар   |
| Вр   | Темирлан Анарбеков**   | Кайрат      |
| Защ  | Берик Айтбаев***       | Каспий      |
| Защ  | Марин Беланчич***      | Посушье     |
| ПЗ   | Артём Черединов**      | Кызыл-Жар   |
| ПЗ   | Бауыржан Байтана***    | Каспий      |
| ПЗ   | Давид Есимбеков**      | Черноморец  |
| ПЗ   | Денис Гречихо**        | БАТЭ        |
| ПЗ   | Лукаш Будинский***     | Простеёв    |
| ПЗ   | Сергей Волков***       | Кубань      |
| ПЗ   | Хамза Мухаметали*      | AKAS        |
| Нап  | Бруну Силва***         | Оливейренсе |
| Нап  | Владислав Прокопенко** | Астана      |
| Нап  | Жуан Оливейра***       | Фафе        |
| Нап  | Георгий Панцулая***    | Самгурали   |
| Нап  | Ян Труфанов**          | Кайрат      |

* В аренду

** Из аренды

*** Свободный агент

## Тренеры
- Следующие главные тренеры выиграли хотя бы один турнир.

| Имя                   | Период    | Выигранные турниры                                   |
| --------------------- | --------- | ---------------------------------------------------- |
| Владимир Алёшин       | 1968—1969 | 1 Кубок Казахской ССР                                |
| Геннадий Плотников    | 1982—1985 | 1 чемпионский титул 8 зоны Второй лиги СССР          |
| Георгий Мартьян       | 1986—1988 | 1 Кубок Казахской ССР                                |
| Сергей Гороховодацкий | 1998—2000 | 1 чемпионский титул Премьер-лиги                     |
| Владимир Дергач       | 2001—2002 | 1 чемпионский титул Премьер-лиги, 1 Кубок Казахстана |
| Владимир Фомичёв      | 2002      | 1 Кубок Казахстана                                   |
| Владимир Муханов      | 2005      | 1 Кубок Казахстана                                   |
| Арно Пайперс          | 2006      | 1 чемпионский титул Премьер-лиги                     |